# Goshen (Ohio)
Goshen es un lugar designado por el censo ubicado en el condado de Clermont en el estado estadounidense de Ohio. En el Censo de 2020 tenía una población de 715 habitantes. Se ubica en la Ruta estatal 28 (especialmente donde se superpone con las rutas estatales 132 y 48), aproximadamente a mitad de camino entre Milford y Blanchester.

## Historia
Goshen fue fundada en 1799 por colonos alemanes e ingleses, a saber, Jacob Myers, y la mayoría de los cuales habían emigrado por el río Ohio desde el oeste de Pennsylvania después de luchar por las colonias durante la Guerra Revolucionaria Estadounidense.

## Tornado de 2022
El 6 de julio de 2022, un tornado EF2 azotó el centro de la ciudad y provocó daños en varios edificios, incluida la estación del Departamento de Bomberos, lo que provocó que los funcionarios declararan el estado de emergencia.  Los Centros Nacionales de Información Ambiental declararon que el tornado causó $3 millones (2022 USD) en daños.

## Educación
Goshen tiene una biblioteca pública, sucursal de la Biblioteca pública del condado de Clermont.
El distrito escolar local de Goshen tiene cuatro escuelas:
- Goshen High School
- Goshen Middle School
- Spaulding Elementary School
- Marr-Cook Elementary School